# یانگامدو
یانگامدو (به لاتین: Ya’ngamdo) یک منطقهٔ مسکونی در جمهوری خلق چین است که در منطقه خودمختار تبت واقع شده‌است. یانگامدو
- نفر جمعیت دارد.